# Армілка єменська
Армілка єменська (Rhynchostruthus percivali) — вид горобцеподібних птахів родини в'юркових (Fringillidae). Мешкає на півдні Аравійського півострова. Єменська армілка раніше вважалася підвидом золотокрилої армілки.

## Опис
Самці переважно сіро-коричневі з чорним дзьобом. Голова коричнева, обличчя темно-сіре, щоки білі, на крилах і хвості яскраві жовті плями. Самиці мають схоже, однак дещо тьмяніше забарвлення. Молоди птахи поцятковані смужками, характерне для дорослих забарвлення голови у них відсутнє.

## Поширення і екологія
Єменські армілки мешкають в єменській мухафазі Ель-Махра і оманській мухафазі Дофар, а також в горах на півночі Ємену і на південному заході Саудівської Аравії на північ до міста Ет-Таїф. Вони живуть у ваді, порослих деревами і чагарниковими заростями. Зустрічаються на висоті від 1060 до 2800 м над рівнем моря. Харчуються плодами ялівця, акації і молочаю.

## Збереження
МСОП класифікує стан збереження цього виду як близький до загрозливого. За оцінками дослідників, популяція єменських армілок становить близько 6000 птахів. Це досить рідкісний вид, якому може загрожувати знищення природного середовища.